# Ахмед Іхсан Киримли
Ахмед Іхсан Киримли (23 квітня 1920 — 11 грудня 2011) — турецький лікар, політик, поет та громадський діяч кримськотатарського походження, член Кабінету міністрів Туреччини, чотириразовий член Великих національних зборів Туреччини, а також Голова Товариства культури та взаємодопомоги кримських тюрків Туреччини у 1987–2011 роках. На його честь заснований літературний конкурс імені Ахмеда Іхсана Киримли.
Автор наукових робіт присвячених медичному туризму, термальному туризму, здоров'ю дітей та плануванню сім'ї. Написав також книгу поезій та мемуари.

## Біографія
Ахмед Іхсан Киримли народився в сім'ї кримських татар, які мігрували до Туреччини. Його прадід був муфтієм у Бахчисараї.
1947 року закінчив медичний факультет Стамбульського університету. Проходив інтернатуру в Лондоні. Працював лікарем в деяких лікарнях США. Був одружений з доктором Зюхаль Чічек Киримли, в подружжя було двоє дітей. Син - Хакан Киримли є відомим істориком, професором Університету Бількент (Анкара) та діячем кримськотатарської громади Туреччини.

## Політична діяльність
Ахмед Іхсан Киримли був близьким соратником видатного політика Туреччини Сулеймана Деміреля. Був заступником голови Партії Справедливості протягом шести років, був членом ради партії від 1962 до 1976 року. Був членом Великих національних зборів Туреччини від 1961 до 1977 року. Працював Міністром туризму Туреччини. Після перевороту 12 вересня 1980 під проводом Кенана Еврена він став одним з засновників Націоналістичної демократичної партії. Він служив також членом Комісії національної безпеки і закордонних справ, головою Національної комісії охорони здоров'я і заступником голови Товариства Червоного Півмісяця в Туреччині.

## Громадська діяльність
Дізнавшись про Депортацію кримських татар 1944 року, він прочитав декілька лекцій в Англії та США. Він також вів численні дискусії у конференціях Світової антикомуністичної ліги в 1960–1970х роках. Після закінчення політичної кар'єри в 1987 році присвятив життя громадській діяльності. Був Головою Товариства культури та взаємодопомоги кримських тюрків Туреччини в 1987–2011 роках, а також президентом Федерації болгарських, азербайджанських і кримських тюрків. Під час його керівництва Товариство культури та взаємодопомоги кримських тюрків отримало статус організації, що працює на суспільне благо, завдяки чому отримує державне фінансування. На його честь заснований  літературний конкурс Ахмеда Іхсана Киримли.